# Nuraghe Nuraddeo

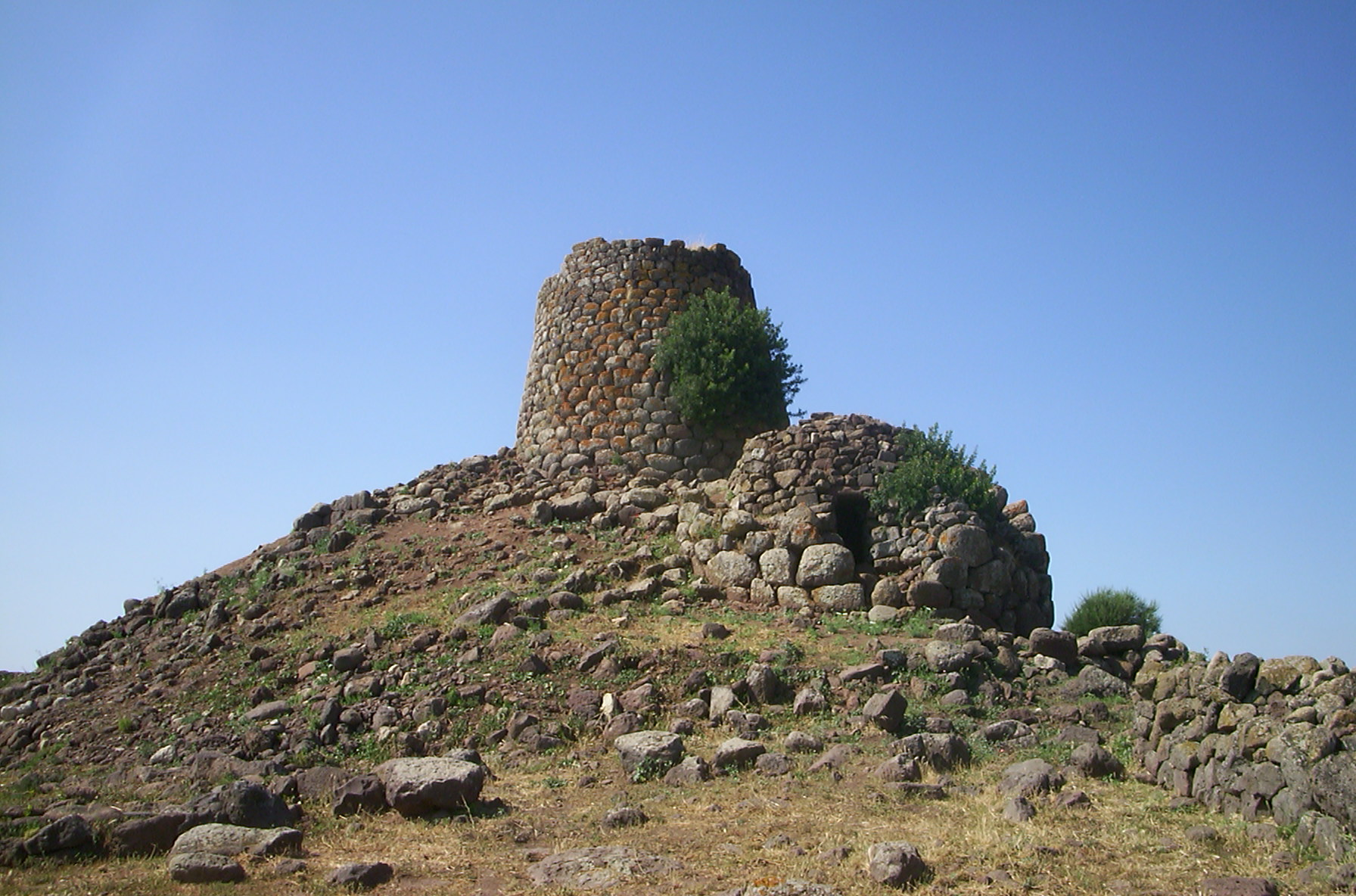
Nuraghe Nuraddeo

Die Nuraghe Nuraddeo steht im Zentrum der Hochebene von Pedrasenta bei Suni, in der Planargia in der Provinz Sassari auf Sardinien.
Sie besteht aus dem zentralen Turm (mastio) von etwa 11,0 m Durchmesser, der von einer äußeren Mauer und drei besser erhaltenen Türmen von etwa 8,0 m Durchmesser umgeben ist, die durch Mauerreste (vier bis fünf Reihen) miteinander verbunden sind. Der Eingang führt in eine etwa 2,0 m lange Passage, die zum Innenhof führt.
Die etwa 24 × 22 m messende Einhegung, die ursprünglich eine Nuraghensiedlung umschloss, hat eine gebogene Fünfeckform. Die Besonderheiten des gut erhaltenen Mastio mit einer Höhe von etwa 12,35 m bestehen darin, dass er sich in den oberen Schichten nicht mehr verjüngt, sondern senkrecht aufsteigt und die Treppe in der Tholos von 4,3 m Durchmesser beginnt.